# Make Way for Dionne Warwick
| Оценки критиков               | Оценки критиков |
| Источник                      | Оценка          |
| ----------------------------- | --------------- |
| AllMusic                      | [ 1 ]           |
| Encyclopedia of Popular Music | [ 2 ]           |

Make Way for Dionne Warwick — третий студийный альбом американской певицы Дайон Уорвик, выпущенный в 1964 году на лейбле Scepter Records. Продюсерами альбома стали Берт Бакарак и Хэл Дэвид.

## Об альбоме
На альбоме присутствует второй топ-10-хит Billboard Hot 100 в певицы «Walk On By». Также с альбома были выпущены синглы «You’ll Never Get to Heaven (If You Break My Heart)», «A House Is Not a Home», «Reach Out for Me». Песня «(They Long to Be) Close to You» является одной из первых записей Уорвик, для этого альбома она записала новую версию песни.
Альбом смог достичь 68 места в чарте Billboard Top LPs и войти в десятку лучших чарта Hot R&B LPs.

## Список композиций
| №  | Название                         | Автор(ы)                | Длительность |
| -- | -------------------------------- | ----------------------- | ------------ |
| 1. | «A House Is Not a Home»          | Берт Бакарак, Хэл Дэвид | 3:00         |
| 2. | «People»                         | Жюль Стайн, Боб Меррилл | 3:22         |
| 3. | «(They Long to Be) Close to You» | Берт Бакарак, Хэл Дэвид | 2:23         |
| 4. | «The Last One to Be Loved»       | Берт Бакарак, Хэл Дэвид | 3:20         |
| 5. | «Land of Make Believe»           | Берт Бакарак, Хэл Дэвид | 3:03         |
| 6. | «Reach Out for Me»               | Берт Бакарак, Хэл Дэвид | 2:52         |

| №                   | Название                                             | Автор(ы)                      | Длительность |
| ------------------- | ---------------------------------------------------- | ----------------------------- | ------------ |
| 7.                  | «You’ll Never Get to Heaven (If You Break My Heart)» | Берт Бакарак, Хэл Дэвид       | 3:10         |
| 8.                  | «Walk On By»                                         | Берт Бакарак, Хэл Дэвид       | 2:58         |
| 9.                  | «Wishin’ and Hopin’»                                 | Берт Бакарак, Хэл Дэвид       | 2:55         |
| 10.                 | «I Smiled Yesterday»                                 | Берт Бакарак, Хэл Дэвид       | 2:43         |
| 11.                 | «Get Rid of Him»                                     | Хелен Миллер, Говард Гринфилд | 2:34         |
| 12.                 | «Make the Night a Little Longer»                     | Джерри Гоффин, Кэрол Кинг     | 2:31         |
| Общая длительность: | Общая длительность:                                  | Общая длительность:           | 34:45        |

## Чарты
| Чарт (1964)                            | Пиковая позиция |
| -------------------------------------- | --------------- |
| США (Billboard 200)                    | 68              |
| США (Billboard Top R&B/Hip-Hop Albums) | 10              |